# MPP F-500
MPP F-500 bzw. nur F-500 (auch Eco-Trader MPP F-500) bezeichnet einen Schwergut- bzw. Mehrzweckfrachtschiffstyp.

## Geschichte
Der Schiffstyp basiert auf den von Volharding Shipyards entworfenen Typen E und F, die zwischen 2002 und 2011 gebaut wurden. Die Typen E und F wurde in Zusammenarbeit mit den Reedereien Briese Schiffahrt, Krey Schiffahrt und Auerbach Schifffahrt zum Typen MPP F-500 weiterentwickelt. Der Schiffstyp wird seit 2014 auf verschiedenen Werften in China für verschiedene europäische Reedereien gebaut. Den Baubeginn markierte der erste Stahlschnitt am 16. Oktober 2014.
Am Bau beteiligt waren die Werften Jiangsu Hongqiang Marine Heavy Industry, Jiangzhou Union Shipbuilding, Huanghai Shipbuilding sowie Taizhou Sanfu Ship Engineering. Die Schiffe wurden bzw. werden unter anderem für Briese Schiffahrt, Jüngerhans Maritime Services, Krey Schiffahrt, HS Schiffahrt und Spliethoff’s Bevrachtingskantoor gebaut. Bei Jiangzhou Union Shipbuilding war der Bau von sechs Schiffen des Typs von der Reederei Auerbach Schifffahrt in Auftrag gegeben. Die Aufträge wurden allerdings später storniert. Bei Taizhou Sanfu Ship Engineering ist (Stand: Mai 2022) noch eine größere Anzahl Schiffe des Typs im Bau bzw. bestellt.
Die für Briese Schiffahrt bzw. Jüngerhans Maritime Services gebauten Schiffe des Typs fahren in Charter von BBC Chartering. Sie werden dort als BBC-12K-500-Typ bezeichnet und in die Serien BBC-12K-500A, BBC-12K-500B und BBC-12-K-500C mit teilweise voneinander abweichenden Daten unterteilt. Die für HS Schiffahrt gebauten Einheiten werden von dship Carriers beschäftigt.

## Beschreibung
Die Schiffe werden von einem Zweitakt-Fünfzylinder-Dieselmotor des Typs MAN 5G45ME-C9 mit 4800 kW Leistung angetrieben. Der Motor wirkt über ein Untersetzungsgetriebe auf einen Festpropeller. Die Schiffe sind mit einem mit 600 kW Leistung angetriebenen Bugstrahlruder ausgestattet. Für die Stromerzeugung stehen ein vom Hauptmotor mit 685 kW Leistung angetriebener Wellengenerator sowie drei von MAN-Dieselmotoren des Typs D2842 LE301 mit jeweils 590 kW Leistung angetriebene Generatoren zur Verfügung. Weiterhin wurde ein von einem MAN- oder Scania-Dieselmotor angetriebener Notgenerator verbaut.
Die Abmessungen aller gebauten Einheiten des Typs sind identisch, sie sind aber teilweise unterschiedlich vermessen und werden von den Reedereien mit unterschiedlichen Tragfähigkeiten und Laderaumkapazitäten beschrieben. Auch die Containerkapazität der Schiffe unterscheidet sich teilweise.
Die Schiffe verfügen über zwei Laderäume. Laderaum 1 ist mit Faltlukendeckeln verschlossen. Laderaum 2 ist im vorderen und hinteren Teil mit Faltlukendeckeln und in der Mitte mit Pontonlukendeckeln verschlossen. Die Kapazität der Laderäume beträgt rund 17.600 m³. Die Laderäume können mit Zwischendecks in der Höhe unterteilt werden. Die Zwischendecks können im Laderaum 1 an einer Position und im Laderaum 2 an zwei Positionen, bei den Schiffen der BBC-12K-500C-Serie können die Zwischendecks in Laderaum 2 an drei Positionen eingehängt werden. Im Laderaum 1 steht auf der Tankdecke eine Fläche von rund 150 m² und auf dem Zwischendeck eine Fläche von rund 160 m² zur Verfügung. Im Laderaum 2 steht auf der Tankdecke eine Fläche von knapp 1.300 m² und auf dem Zwischendeck eine Fläche von knapp 1.350 m² zur Verfügung.
Die Tankdecke kann bei den meisten Schiffen des Typs mit 20 t/m² belastet werden. Bei den Schiffen der BBC-12K-500C-Serie kann die Tankdecke mit 16 t/m² belastet werden. Bei allen Schiffen der BBC-12K-500-Serie sind Abschnitte der Tankdecke für eine Belastung mit 25 t/m² zusätzlich verstärkt. Bei einem großen Teil der gebauten Schiffe können die Zwischendecks mit 4 t/m² belastet werden. Hier unterscheidet sich die Belastungskapazität der Zwischendecks bei den Einheiten der BBC-12K-500B- und BBC-12-K-500C-Serien, bei denen die Zwischendecks in Laderaum 1 mit 2,5 t/m² belastet werden können. Die Faltlukendeckel können mit 4 t/m², die Pontonlukendeckel mit 8 t/m² belastet werden.
Die Schiffe sind für den Transport von Containern vorbereitet. Die für HS Schiffahrt gebauten Einheiten werden mit einer Containerkapazität von 872 TEU beschrieben. Davon können 552 TEU unter und 320 TEU an Deck geladen werden. Die Containerkapazität der für Briese Schiffahrt gebauten Einheiten ist mit 842 TEU angegeben. Hier stehen 50 Anschlüsse für Kühlcontainer zur Verfügung.
Für den Ladungsumschlag sind die Schiffe mit zwei auf der Backbordseite angeordneten Kranen ausgerüstet. Ein Großteil der Schiffe wurde mit Liebherr-Kranen ausgerüstet, teilweise wurden NMF-Krane verbaut. Die Krane können jeweils 250 t und kombiniert 500 t heben.
Die Back ist gedeckt und mit einem Wellenbrecher als Schutz der Decksladung vor überkommendem Wasser versehen. Der Rumpf der Schiffe ist eisverstärkt (Eisklasse E3).
Das Deckshaus befindet sich im hinteren Bereich der Schiffe. Im Vergleich zum E- und F-Typ ist in das Deckshaus ein zusätzliches Deck eingezogen, so dass die Voraussicht von der Brücke beim Transport großer Ladungsteile an Deck verbessert ist. Hinter dem Deckshaus befindet sich auf der Steuerbordseite ein Freifallrettungsboot.

## Schiffe
| MPP F-500          | MPP F-500                                     | MPP F-500  | MPP F-500                        | MPP F-500                                            | MPP F-500                                                        |
| Bauname            | Bauwerft Baunummer                            | IMO-Nummer | Auftraggeber                     | Kiellegung Stapellauf Ablieferung                    | Spätere Namen und Verbleib                                       |
| ------------------ | --------------------------------------------- | ---------- | -------------------------------- | ---------------------------------------------------- | ---------------------------------------------------------------- |
|                    | Jiangzhou Union Shipbuilding JZ1067           | 9555034    | Auerbach Schifffahrt             |                                                      | Bestellung annulliert                                            |
|                    | Jiangzhou Union Shipbuilding JZ1068           | 9645384    | Auerbach Schifffahrt             |                                                      | Bestellung annulliert                                            |
| BBC Birte H        | Jiangsu Hongqiang Marine Heavy Industry HQ088 | 9697325    | Krey Schiffahrt                  | 28. Juli 2015 29. November 2015 6. Mai 2016          | 2016: Tin Ziren                                                  |
| Jannes H           | Jiangsu Hongqiang Marine Heavy Industry HQ089 | 9697337    | Krey Schiffahrt                  | 29. November 2015 6. Juni 2016 27. Oktober 2016      | 2016: Timgad                                                     |
|                    | Jiangsu Hongqiang Marine Heavy Industry HQ090 | 9697349    |                                  |                                                      | Bestellung annulliert                                            |
|                    | Jiangsu Hongqiang Marine Heavy Industry HQ091 | 9697351    |                                  |                                                      | Bestellung annulliert                                            |
| Jan                | Jiangzhou Union Shipbuilding JZ1061           | 9700380    | Briese Schiffahrt                | 6. März 2015 5. Dezember 2015 28. April 2017         | 2018: Miena Desgagnes                                            |
| BBC Russia         | Jiangzhou Union Shipbuilding JZ1062           | 9700392    | Briese Schiffahrt                | 8. April 2015 21. September 2016 29. Juni 2018       | 2024: Berthe A. Desgagnes                                        |
|                    | Jiangzhou Union Shipbuilding JZ1063           | 9700407    | Auerbach Schifffahrt             |                                                      | Bestellung annulliert                                            |
|                    | Jiangzhou Union Shipbuilding JZ1064           | 9700419    | Auerbach Schifffahrt             |                                                      | Bestellung annulliert                                            |
| Mick               | Taizhou Sanfu Ship Engineering SF130201       | 9736183    | HS Schiffahrt                    | 18. August 2015 28. Oktober 2016 11. April 2019      |                                                                  |
| Marga              | Taizhou Sanfu Ship Engineering SF130202       | 9736195    | HS Schiffahrt                    | 18. August 2015 2. Dezember 2016 16. September 2019  | 2019: Keith                                                      |
| BBC St. Petersburg | Taizhou Sanfu Ship Engineering SF130203       | 9736200    | Briese Schiffahrt                | 22. September 2015 8. August 2019 27. April 2020     |                                                                  |
| BBC Arkhangelsk    | Taizhou Sanfu Ship Engineering SF130204       | 9736212    | Briese Schiffahrt                | 22. September 2015 16. November 2019 19. August 2020 | 2024: Annette A. Desgagnes                                       |
| Anna               | Taizhou Sanfu Ship Engineering SF130205       | 9736224    | HS Schiffahrt                    | 12. Oktober 2015 14. Oktober 2020 20. April 2021     | 2021: Ronnie                                                     |
| Heinz              | Taizhou Sanfu Ship Engineering SF130206       | 9736236    | HS Schiffahrt                    | 12. Oktober 2015 3. März 2021 20. Januar 2022        | 2022: Charlie                                                    |
| Nordic Adelaide    | Huanghai Shipbuilding HCY-165                 | 9741126    | Huanghai HK Shipping Co.         | 30. Juni 2015 12. Dezember 2018                      | 2018: Industrial Servant, 2018: Huanghai Star, 2018: Zea Servant |
| Industrial Skipper | Huanghai Shipbuilding HCY-166                 | 9741138    | Jüngerhans Maritime Services     | 30. Jnai 2015 19. Juli 2016                          | 2020: BBC Skipper, 2024: Industrial Skipper                      |
| Nordic Brisbane    | Huanghai Shipbuilding HCY-167                 | 9741140    | Nordic Hamburg Shipping          | 30. Juni 2015 28. September 2016                     | 2016: Industrial Strength, 2020: Bruce                           |
| Industrial Swift   | Huanghai Shipbuilding HCY-168                 | 9741152    | Jüngerhans Maritime Services     | 30. Juni 2015 6. Januar 2017                         | 2020: BBC Swift, 2024: Industrial Swift                          |
| Industrial Song    | Huanghai Shipbuilding HCY-169                 | 9750464    | Jüngerhans Maritime Services     | 7. Dezember 2015 11. Januar 2017                     | 2020: BBC Song, 2024: Industrial Song                            |
|                    | Jiangzhou Union Shipbuilding JZ1065           | 9777905    | Auerbach Schifffahrt             |                                                      | Bestellung annulliert                                            |
|                    | Jiangzhou Union Shipbuilding JZ1066           | 9777917    | Auerbach Schifffahrt             |                                                      | Bestellung annulliert                                            |
| BBC Ukraine        | Taizhou Sanfu Ship Engineering SF130207       | 9811983    | Briese Schiffahrt                | 9. Dezember 2015 17. Juni 2021 16. Dezember 2021     |                                                                  |
| BBC Manila         | Taizhou Sanfu Ship Engineering SF130208       | 9811995    | Brise Schiffahrt                 | 9. Dezember 2015 11. Oktober 2021 21. April 2022     |                                                                  |
| BBC Sebastopol     | Taizhou Sanfu Ship Engineering SF130209       | 9812004    | Brise Schiffahrt                 | 9. Dezember 2015 24. März 2022 21. September 2022    |                                                                  |
| BBC Kherson        | Taizhou Sanfu Ship Engineering SF130210       | 9812016    | Brise Schiffahrt                 | 9. Dezember 2015 6. Juli 2022 6. Dezember 2022       |                                                                  |
| BBC Leer           | Taizhou Sanfu Ship Engineering SF130211       | 9885283    | Preferential Investment          |                                                      |                                                                  |
| BBC Houston        | Taizhou Sanfu Ship Engineering SF130212       | 9885295    | Preferential Investment          |                                                      |                                                                  |
| BBC Genoa          | Taizhou Sanfu Ship Engineering SF130213       | 9885300    | Preferential Investment          |                                                      |                                                                  |
| BBC Dubai          | Taizhou Sanfu Ship Engineering SF130214       | 9885312    | Preferential Investment          |                                                      |                                                                  |
| BBC Sao Paulo      | Taizhou Sanfu Ship Engineering SF130215       | 9934266    | Preferential Investment          |                                                      |                                                                  |
| BBC Basel          | Taizhou Sanfu Ship Engineering SF130216       | 9934278    | Preferential Investment          |                                                      |                                                                  |
| BBC Santiago       | Taizhou Sanfu Ship Engineering SF130217       | 9964429    | Briese Schiffahrt                |                                                      |                                                                  |
| BBC Singapore      | Taizhou Sanfu Ship Engineering SF130218       | 9964431    | Briese Schiffahrt                |                                                      |                                                                  |
| BBC Philippines    | Taizhou Sanfu Ship Engineering SF130219       | 9963401    | Briese Schiffahrt                |                                                      |                                                                  |
|                    | Taizhou Sanfu Ship Engineering SF210201       | 9963750    | Spliethoff’s Bevrachtingskantoor |                                                      | Bestellung annulliert                                            |
|                    | Taizhou Sanfu Ship Engineering SF210202       | 9963762    | Spliethoff’s Bevrachtingskantoor |                                                      | Bestellung annulliert                                            |
|                    | Taizhou Sanfu Ship Engineering SF210203       | 9963774    | Spliethoff’s Bevrachtingskantoor |                                                      |                                                                  |
|                    | Taizhou Sanfu Ship Engineering SF210204       | 9963786    | Spliethoff’s Bevrachtingskantoor |                                                      |                                                                  |
| BBC Shanghai       | Taizhou Sanfu Ship Engineering SF130222       | 9964455    | Briese Schiffahrt                |                                                      |                                                                  |
| BBC Geneva         | Taizhou Sanfu Ship Engineering SF130223       | 9964467    | Briese Schiffahrt                |                                                      |                                                                  |
| BBC Kolding        | Taizhou Sanfu Ship Engineering SF130224       | 9964479    | Briese Schiffahrt                |                                                      |                                                                  |
| BBC Tokyo          | Taizhou Sanfu Ship Engineering SF130225       | 9971434    | Briese Schiffahrt                |                                                      |                                                                  |
| BBC Bremen         | Taizhou Sanfu Ship Engineering SF130226       | 9971446    | Briese Schiffahrt                |                                                      |                                                                  |
| BBC Seoul          | Taizhou Sanfu Ship Engineering SF130227       | 1049613    | Briese Schiffahrt                |                                                      |                                                                  |
| BBC Mumbai         | Taizhou Sanfu Ship Engineering SF130228       | 1049625    | Briese Schiffahrt                |                                                      |                                                                  |